# Lista primarilor din Călărași
Aceasta este lista primarilor din Călărași:
- 1. Ion Vasiliu (august 1864 – decembrie 1865);
- 2. Stan Radu (ianuarie – octombrie 1866);
- 3. Petre Stănescu (noiembrie 1866 – august 1867);
- 4. Stan Radu (august 1867 – decembrie 1868);
- 5. Petre Stănescu (decembrie 1868 – ianuarie 1870);
- 6. Nicolae Antonescu (ianuarie – mai 1870);
- 7. Petre Stănescu (mai – decembrie 1870);
- 8. Constantin Poenaru Bordea (decembrie 1870 – februarie 1872);
- 9. Comisie Interimară condusă de Stan Radu (februarie – iunie 1872);
- 10. Neagu Marinescu (iunie 1872 – august 1874);
- 11. Barbu Poenaru (august 1874 – februarie 1876);
- 12. Stan Radu (februarie 1876 – decembrie 1878);
- 13. Dimitrie Iliescu (decembrie 1878 – noiembrie 1879);
- 14. Panait Șerbănescu (noiembrie 1879 – martie 1882);
- 15. Atanase Stoianescu (aprilie 1882 – martie 1885);
- 16. Panait Șerbănescu (martie 1885 – ianuarie 1887);
- 17. Petrache Petrescu (ianuarie - septembrie 1887);
- 18. Comisie Interimară condusă de Mihalache Gheorghescu(septembrie – noiembrie 1887);
- 19. Nicolae Popescu (noiembrie 1887 – aprilie 1888);
- 20. Comisie Interimară condusă de Nicolae Davidescu (aprilie – iunie 1888);
- 21. Nicolae Davidescu (iunie 1888 – iunie 1889);
- 22. Comisie Interimară condusă de Ghiță Demetrescu (iulie – august 1889);
- 23. Petrache Petrescu (august 1889 – decembrie 1890);
- 24. Ghiță Demetrescu (decembrie 1890 – aprilie 1893);
- 25. Comisie Interimară condusă de Dimitrie Iliescu (aprilie – iunie 1893);
- 26. Panait Șerbănescu (iunie 1893 – octombrie 1894);
- 27. Atanase Stoianescu (octombrie 1894 – iulie 1895);
- 28. Comisii Interimare conduse de Angel Nicolae și Ghiță Demetrescu (iulie 1895 – ianuarie 1896);
- 29. Petre C. Enescu (ianuarie 1896 – aprilie 1899);
- 30. Comisie Interimară condusă de Petrache Petrescu (aprilie – iulie 1899);
- 31. Ghiță Demetrescu (iulie 1899 – ianuarie 1901);
- 32. Comisie Interimară condusă de Petre C. Enescu (ianuarie – aprilie 1901);
- 33. Petre C. Petrescu (aprilie 1901 – septembrie 1902);
- 34. Comisie Interimară condusă de Constantin Ciochină (septembrie – noiembrie 1902);
- 35. Constantin Ciochină (noiembrie 1902 – martie 1905);
- 36. Comisie Interimară condusă de Dimitrie Iliescu (martie – mai 1905);
- 37. Constantin I. Nenișor (mai 1905 – mai 1906);
- 38. Dimitrie Iliescu (mai – iulie 1906);
- 39. Comisie Interimară condusă de Gheorghe Demetrescu (iulie – septembrie 1906);
- 40. Atanase Stoianescu (septembrie 1906 – februarie 1907);
- 41. Comisie Interimară condusă de Gheorghe Demetrescu (februarie – septembrie 1907);
- 42. Nicolae Alexiu (septembrie 1907 - iulie 1908);
- 43. Opran Gorgescu (iulie 1908 - februarie 1909);
- 44. Gheorghe C. Gheorghiu (februarie 1909 – ianuarie 1911);
- 45. Comisie Interimară condusă de Gheorghe Demetrescu (ianuarie – martie 1911);
- 46. Gheorghe Demetrescu (martie 1911 – 9 septembrie 1911, când moare pe neașteptate);
- 47. Septembrie – decembrie 1911. Primăria este condusă de cei doi ajutori de primar: Atanasie Popescu și Constantin I. Șeicărescu;
- 48. Eugen Ionescu Munte (decembrie 1911 – februarie 1914);
- 49. Comisie Interimară condusă de Sima Niculescu (februarie - aprilie 1914);
- 50. Atanase Popescu Ulmu (aprilie 1914 – februarie 1915);
- 51. Comisie Interimară condusă de Sima Niculescu (februarie – aprilie 1915);
- 52. Sima Niculescu (aprilie 1915 – ianuarie 1917);
- 53. A. Daniel (ianuarie – iunie 1917);
- 54. Ion M. Pellianu (iunie 1917 – decembrie 1917 semnează ca primar, decembrie 1917 – septembrie 1918 semnează ca președinte de Comisie Interimară);
- 55. Comisie Interimară condusă de Antinogen Iliescu (septembrie – decembrie 1918);
- 56. Comisie Interimară condusă de Atanase Popescu Ulmu (decembrie 1918 – ianuarie 1920);
- 57. Comisie Interimară condusă de Stelian Bogdănescu (ianuarie – martie 1920);
- 58. Comisie Interimară condusă de Vasile Rosețeanu (aprilie – mai 1920);
- 59. Comisie Interimară condusă de Ghorghe Gh. Demetrescu (iunie 1920 – ianuarie 1922);
- 60. Comisie Interimară condusă de Alex Rădulescu (ianuarie – februarie 1922);
- 61. Atanase Popescu Ulmu (februarie 1922 – decembrie 1925);
- 62. Comisie Interimară condusă de Gheorghe Gh. Demetrescu (ianuarie – martie 1926);
- 63. Gheorghe Cristodorescu (martie 1926 – decembrie 1927);
- 64. Ștefan Șerbănescu (ianuarie 1928 – august 1929);
- 65. Comisie Interimară condusă de Tiberiu Chiril (august 1929 – mai 1930);
- 66. Tiberiu Chiril (mai 1930 – iulie 1931);
- 67. Comisie Interimară condusă de Eugen Cialîc (iulie 1931 – iunie 1932);
- 68. Tiberiu Chiril (iunie 1932 – noiembrie 1933);
- 69. Ion Paraschivescu – primar delegat (noiembrie 1933 – martie 1934);
- 70. Comisie Interimară condusă de Aurel Teodorescu (martie 1934 – iulie 1934);
- 71. Aurel Teodorescu ( iulie 1934 – ianuarie 1938);
- 72. Comisie interimară condusă de Lazăr Belcin (ianuarie – februarie 1938);
- 73. Constantin S. Burada – primar delegat (februarie – septembrie 1938);
- 74. Eugen Cialîc (septembrie 1938 – octombrie 1940)[2][3]
- 75. Constantin P. Secelea (noiembrie 1940 – ianuarie 1941);
- 76. Dumitru N. Mateescu (ianuarie – septembrie 1941);
- 77. Eugen Cialîc (septembrie 1941 – noiembrie 1944);
- 78. Atanase Georgescu Ciurea (noiembrie 1944 – mai 1945);
- 79. Ștefan Bâtlan (mai 1945 – ianuarie 1949);
- 80. Silivestru Gheorghe (ianuarie 1949 – mai 1949);
- 81. Vasile Lambride (mai 1949 – decembrie 1950);
- 82. Dumitru Paleacu (decembrie 1950 – iulie 1952);
- 83. Maracinaru Vasile (iulie 1952 – martie 1956);
- 84. Lazăr Ion (martie 1956 – decembrie 1959);
- 85. Calaj Ion (ianuarie 1960 – martie 1963);
- 86. Popa Ion (martie 1963 – octombrie 1964);
- 87. Burcea Răducan (octombrie 1964 – martie 1965);
- 88. Dobrescu Petre (martie 1965 – februarie 1968);
- 89. Sinișteanu Radu (februarie 1968 – noiembrie 1974);
- 90. Vasile Martin (noiembrie 1974 – ianuarie 1981);
- 91. Dragomir Gheorghe (ianuarie 1981 – decembrie 1989);
- 92. Mâțu Dănuț (ianuarie 1990 – septembrie 1991);
- 93. Liviu Vârtejanu (septembrie 1991 – februarie 1992);
- 94. Savu Radu Dumitru (februarie 1992 – iunie 1996);
- 95. Nicolae Dragu (iunie 1996 – iunie 2000);
- 96. Țuțuianu Mirel Daniel (iunie 2000 – iunie 2004);
- 97. Nicolae Dragu (iunie 2004 – iunie 2008);
- 98. Nicolae Dragu (iunie 2008 – iunie 2012);
- 99. Daniel Ștefan Drăgulin (iunie 2012 – octombrie 2020).
- 100. Marius Dulce (octombrie 2020- prezent)